# Francisco Zuela
José Luis Francisco Zuela dos Santos (Luanda, Angola, 3 de agosto de 1983), más conocido como Francisco Zuela o simplemente Zuela, es un futbolista angoleño. Juega de defensa y su equipo actual es el Atromitos de la Super Liga de Grecia a préstamo del Kubán Krasnodar de Rusia. Cuenta con nacionalidad portuguesa
Juega también para la selección de fútbol de Angola.

## Selección nacional
Ha sido internacional  con la selección de fútbol de Angola en 16 ocasiones, siendo su debut en el año 2009. Con el combinado angoleño ha participado en 2 ediciones de la Copa Africana de Naciones. Fue titular en ambos torneos llevando el dorsal número 10.

### Participaciones en Copas Africanas
| Copa                           | Sede                      | Resultado        | Partidos | Goles |
| ------------------------------ | ------------------------- | ---------------- | -------- | ----- |
| Copa Africana de Naciones 2010 | Angola                    | Cuartos de final | 4        | 0     |
| Copa Africana de Naciones 2012 | Gabón y Guinea Ecuatorial | Primera fase     | 3        | 0     |

## Clubes
| Club                 | País     | Año               |
| -------------------- | -------- | ----------------- |
| Sertanense           | Portugal | 2002 - 2003       |
| Académica de Coimbra | Portugal | 2003 - 2004       |
| Santa Clara          | Portugal | 2004 - 2005       |
| Akratitos            | Grecia   | 2005 - 2006       |
| Skoda Xanthi         | Grecia   | 2006 - 2009       |
| Kubán Krasnodar      | Rusia    | 2009              |
| Alania Vladikavkaz   | Rusia    | 2010              |
| PAOK                 | Grecia   | 2010 - 2011       |
| Kubán Krasnodar      | Rusia    | 2011              |
| Atromitos            | Grecia   | 2011 - 2012       |
| APOEL                | Chipre   | 2012 - 2013       |
| Apollon Smyrnis      | Grecia   | 2013 - Actualidad |